# Петровские Выселки (Москва)
Петровские Выселки — историческая местность, находившаяся в северной части Москвы рядом Большим Садовым Прудом и с Нижними Лихоборами. Сегодня входит в район Коптево.

## История
Топоним произошёл от бывшей деревни, основанной в 1860-е годы на территории пустоши Меленки. Земля вдоль дороги, ведущей в деревню Коптево, были отведены 80 крестьянам из села Петровско-Разумовское, которые вынуждены были покинуть свои дома из-за строительства Петровской сельскохозяйственной и лесной академии. С 1870-х годов жители Петровских Выселков стали сдавать свои дома под дачи. В 1890-е годы на такой даче в этих местах проживал поэт В. Я. Брюсов. Переехав в Москву из Тбилиси, в деревне обосновался В. В. Маяковский. В 1903—1908 годах с северо-западной стороны от Петровских Выселков была проложена линия Московской окружной железной дороги и открыта станция Лихоборы. С конца 1920-х годов значительная часть территории деревни оказалась в пределах Москвы. В конце 1920-х — начале 1930-х годах в этих местах были возведены здания Всесоюзного института сельскохозяйственного машиностроения, Реактивного научно-исследовательского института (инициатор создания М. Н. Тухачевский), Научного автомоторного института. Аутентичная планировка Петровских Выселок и окрестностей была утрачена в 1960-х годах в процессе массового строительства жилых зданий.